# Aron Eisenberg
Aron Eisenberg (Los Angeles, Kalifornia, 1969. január 6. – Los Angeles, Kalifornia, 2019. szeptember 21.) amerikai színész.

## Filmjei
Mozifilmek
- The Horror Show (1989)
- Beverly Hills Brats (1989)
- Caddie Woodlawn (1989)
- Streets (1990)
- Playroom (1990)
- Prayer of the Rollerboys (1990)
- Cinkosok közt vétkes (The Liars' Club) (1993)
- Pterodactyl Woman from Beverly Hills (1997)
- 7 Days to Vegas (2019)

Tv-filmek
- Amityville: The Evil Escapes (1989)
- Szép új világ (Brave New World) (1998)
- Cozmo's (2016)

Tv-sorozatok
- Straight Up (1988, egy epizódban)
- The Wonder Years (1990, egy epizódban)
- Parker Lewis sohasem veszít (Parker Lewis Can't Lose) (1991, egy epizódban)
- Mesék a kriptából (Tales from the Crypt) (1991, egy epizódban)
- Star Trek: Deep Space Nine (1993–1999, 47 epizódban)
- Alex Mack titkos élete (The Secret World of Alex Mack) (1994, ét epizódban)
- Star Trek: Voyager (1995, egy epizódban)
- Brotherly Love (1996, egy epizódban)
- Az ügyosztály (The Division) (2001, egy epizódban)
- Blade of Honor (2017, öt epizódban)
- Star Trek: Renegades (2017, egy epizódban)
- Renegades (2017, két epizódban)